# 十岗站
十岗站是一个汉丹线上的铁路车站，位于湖北省随州市府河镇十岗，建于1962年，目前为四等站，邮政编码为441327。目前客运：办理旅客乘降；不办理行李、包裹托运；不办理货运营业。